# جنبش حامی زندگی ایالات متحده آمریکا

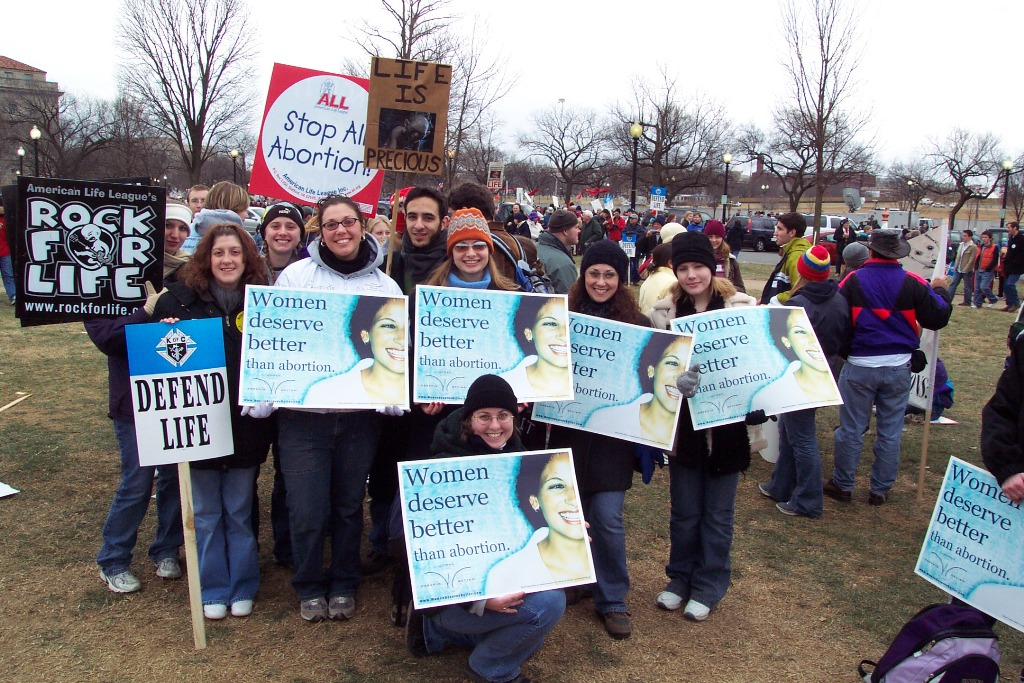
تظاهرات در واشینگتن، دی. سی. ۲۰۰۴

جنبش حامی زندگی ایالات متحده (همچنین به جنبش ضد سقط جنین ایالات متحده شناخته می‌شود)  یا جنبش حق زندگی ایالات متحده جنبشی اجتماعی و سیاسی در ایالات متحده است که بر اساس مبانی اخلاقی یا فرقه‌ای با سقط جنین اختیاری مخالفت می‌کند و معمولاً منع قانونی یا محدودیت آن را خواستار است. مدافعین آن معمولاً استدلال می‌کنند که جنین انسان (و در بیشتر موارد رویان انسان) یک شخص است و نتیجتاً از حق زندگی برخوردار است. جنبش حامی زندگی طیفی از سازمان‌های متنوع را شامل می‌شود و هیچ بدنه مرکزی تصمیم‌سازی ندارد. استدلال‌های مختلفی برای این دیدگاه وجود دارد. برخی فعالین ضد سقط جنین در شرایط استثنایی نظیر زنای با محارم، تجاوز، صدمات شدید جنین یا در خطر بودن سلامتی مادر اجازه این کار را قائلند.